# Římskokatolická farnost Otaslavice
Římskokatolická farnost Otaslavice je územní společenství římských katolíků v Otaslavicích, v rámci prostějovského děkanátu Olomoucké arcidiecéze s farním kostelem svatého Archanděla Michaela.

## Historie
Starobylá fara byla poprvé zmíněna roku 1330 za prvního faráře Jana. Dalšími duchovními správci byli Vavřinec, Václav (1350) a Mikuláš z Otaslavic, který obdržel manuscript Moralia od papeže Řehoře I. Velikého. Rukopis se dnes nachází v olomoucké univerzitní knihovně. Katoličtí faráři zde byli do roku 1580. O prvním luteránském knězi je zmínka roku 1560, další sem docházeli nebo bydleli s rodinami na faře. Katoličtí duchovní se vrátili po roce 1653. V letech 1808–1812 farnost spravoval František Štěpán Hanke, doktor medicíny a teologie. Musel utéct z Vídně kvůli členství v tajném spolku. Kněz František Uličný (1872–1900) založil farní kroniku, Ignác Sitta zde po říjnu 1918 sloužil jen české mše. Ve farnosti působili také Karel Hnízdil, František Klos, za nějž byl pořízen umělecký betlém z Kutné Hory.
Fara je památkově chráněná.

## Duchovní správci
Od července 2016 je administrátorem excurrendo R. D. Mgr. Pavel Šíra.

## Bohoslužby
| Kostel                      | Místo      | Bohoslužba (den) | Hodina     | Poznámka     |
| --------------------------- | ---------- | ---------------- | ---------- | ------------ |
| svatého Archanděla Michaela | Otaslavice | neděle čtvrtek   | 10.30 8.00 | Farní kostel |